# Culpabilité du survivant
Ne doit pas être confondu avec Biais des survivants.
La culpabilité du survivant, ou syndrome du survivant, ou encore syndrome de culpabilité du survivant, est un syndrome douloureusement ressenti par les personnes qui ont survécu à un accident ou à un massacre alors que d'autres sont morts.

## Description
Au sens propre, le syndrome peut se résumer ainsi : « D'autres que moi sont morts, j'aurais pu mourir moi aussi mais je suis toujours là. »
Le survivant est rongé par la culpabilité, le sentiment d'avoir « trahi ».
Des auteurs comme Élie Wiesel ou Bruno Bettelheim ont publié des travaux à ce sujet, notamment à propos des rescapés de la Shoah, ces deux auteurs ayant eux-mêmes été déportés dans les camps de concentration nazis. En France, Maurice Porot s'y est également intéressé. 
Ce syndrome est aussi connu sous le nom de « konzentrationslager syndrome », soit le syndrome des camps de concentration, reconnu par l’Organisation Mondiale de la Santé. Il s’agit là d’un terme apporté à la culture scientifique en 1949 par le psychiatre néerlandais survivant des camps de concentration, Eddy de Wind.
Les patients atteints de cette pathologie présentent de nombreux symptômes :
- fatigue voire asthénie ;
- anxiété ;
- céphalées, troubles cardiaques ;
- résistance amoindrie à la tuberculose ;
- irritabilité et sautes d’humeur ;
- dépression chronique ;
- retrait social ;
- troubles du sommeil et cauchemars.

Selon les scientifiques et les témoignages qu’ils ont pu recueillir, ces divers troubles augmentent à mesure que le sujet atteint vieillit. Ce syndrome est ainsi la plus vive conséquence physiologique et psychologique des humiliations, des menaces de mort, de déshumanisation, des privations et souffrances tant physiques que psychiques.
« Traumatismes physiques sont plus importants chez les non juifs. Les traumatismes psychiques sont beaucoup plus intenses chez les déportés juifs » a dit Leo Eitinger, survivant de l’Holocauste, dans Journal Psychosomat, en 1969. Simone Veil, quant à elle, évoque des « sentiments d’abandon, d’amertume, d’incompréhension, voire d’hostilité quasi-générale ».
Jorge Semprún, ancien déporté à Buchenwald, dit : « Plus je vieillis, plus je m'éloigne de la mort. »

Nombreux sont les déportés qui affirment ne pas être totalement revenus des camps, ils y ont laissé leur esprit, parfois leur âme, ne ramenant avec eux que les souvenirs de la douleur et de la persécution, de la peur et de l’horreur. Véritable traumatisme, les psychiatres, psychologues et autres scientifiques s’accordent à classifier ce syndrome comme un trouble de stress post-traumatique (PTSD : Posttraumatic stress disorder)
« Vous, l’auteur de ces livres, vous voulez dire que vous ne pourrez pas expliquer aux juges ce qui s’est passé à Auschwitz ? » Je me suis tu. Pouvais-je leur dire que je me consume à la recherche du mot qui rendrait le regard de ceux qui allaient au crématoire, lorsqu’ils passaient devant moi et que leurs yeux plongeaient dans les miens ? Je n’ai pas réussi à convaincre le procureur, et j’ai déposé au procès ; mais dès la première question des juges concernant Auschwitz, à peine avais-je réussi à prononcer quelques mots que je me suis effondré à terre et ai été hospitalisé, à moitié paralysé, le visage défiguré. » 
En 1968, Niederland montre que la culpabilité du survivant touche ceux qui ont survécu à la mort non naturelle d’un proche. Elle joue un rôle dans la dépression latente, cachée par la réussite sociale et familiale. L’intensité de cette culpabilité est variable selon les circonstances : si on a évité la mort par une décision active ou par le hasard. Ce concept est largement utilisé par les professionnels de la santé mentale depuis l’Holocauste. Les travaux de Niederland (1968/1981) et de Krystal (1968) ont fait progresser la compréhension de cette culpabilité en étudiant les effets du traumatisme massif des victimes des camps de concentration et de ceux qui ont fui.  En 1981, Niederland a établi une liste exhaustive des caractéristiques de la culpabilité du survivant. Cependant, il résume son point de vue sur cette culpabilité  ainsi : « Il est exact que les tendances masochiques sont opérantes chez beaucoup (de survivants) mais dans la majorité des cas, c’est la survie elle-même qui est au cœur du conflit interne. Le survivant de l’Holocauste s’identifie au mort aimé qu’il croit devoir rejoindre dans la mort… Le survivant se vit inconsciemment comme un traître envers ses parents, ses frères et sœurs décédés, et rester en vie constitue un conflit permanent ainsi qu’une source constante de culpabilité et d’angoisse… ». Selon les travaux de Klein de 1985, se souvenir signifie culpabiliser. Cette culpabilité du survivant permet de sortir de l’anonymat. La culpabilité du survivant est donc un processus de déshumanisation à l’envers. Par ce sentiment, la victime retrouve son identité. 
À la suite des actes terroristes des années 2010, le syndrome est évoqué à plusieurs reprises dans les médias, en particulier après les attentats du 13 novembre 2015 en France.

## Dans l'entreprise
Selon Caroline Diard et Olivier Meier (2025), les salariés encore en poste après une crise sanitaire ou une crise de restructuration de leur entreprise ou d'une collectivité (Restructuration, fusion-acquisition, licenciements massifs...) peuvent ressentir un équivalent du syndrome du survivant, avec culpabilité et démotivation, la crainte d'une prochaine perte d'emploi, aggravée par - comme cela a été montré par Fisher et White, le fait que les réductions d’effectifs nuisent à la capacité d’apprentissage des organisations, à cause notamment, de la perte de savoir-faire et de capital humain, qui laissent des séquelles éventuellement durables.
Le salarié "survivant" peut passer par les mêmes états émotionnels que ceux de la « courbe du deuil » de Kübler-Ross : déni, colère, marchandage, dépression et acceptation. Ils subissent une rupture du contrat psychologique tacite qui existait entre l’organisation et ses employés ; et perdent leurs repères culturels et organisationnels. Une trajectoire d’adaptation devrait être proposée au salarié à partir du moment de l’annonce d’un changement (avec des cellules de reclassement, de formations et des incitations à la création d’entreprise) ; et chez les "survivants", ce syndrome ne doit pas être négligé par les managers ; il nécessite d'être traité par une approche proactive dans la conduite du changement, pour permettre une résilience organisationnelle.